# الخط 10 لمترو باريس
الخط 10 لمترو باريس (بالفرنسية: Ligne 10 du métro de Paris) هو الخط الثاني عشر من مجموعة خطوط مترو باريس الستة عشر. يقع في باريس في فرنسا. افتتح في 1923. يعبر مساره من الشرق إلى الغرب الأحياء التي تقع على الضفة اليسرى من نهر السين جنوب العاصمة باريس، وكذلك حي أوتوي وبلدية بولون-بيانكور رابطا بين محطة غار أوستارليتز ومحطة بولوني - جسر سان كلود.

الخط 10 الذي مساره يقع كليا تحت الأرض، طوله 11.7 كم ويتكون من 23 محطة. شهد الخط استعمال عربات من النوع المفصلي أم أ 51، أين قبلها كان يسير على الخط 13 حتى التقاطع مع الخط 14. فالأصل كان يتكون من ثلاثة صناديق على أربعة عربات، كان يسير على الخط 10 في عربتين غير منفصلتين، أين ستة صناديق تساوي اليوم خمسة عربات مترو عادية. بسبب عدم وجود عدد كافي من عربات أم أ 51، تم تكملة عدة عربات من نوع أم أف 67 على الخط 10. منذ التغييرات الطارئة على عربات أم أ 51، أصبح الخط يستخدم فقط عربات أم أف 67.

تاريخه متسل بتاريخ الخطوط 7 و8 و13. جزء من الخط الأصلي استعمله الخط 13، واستعمل جزء من الخط 7 لمدة تزيد عن السنة، ثم استعاد الجزء الغربي من الخط 8 أين غير هذا الأخير نهايته لمحطة بالار. هو أحد أكثر خطوط مترو باريس تحولا وتمديدا في تاريخه. جدران أنفاق هذا الخط لديهم خاصية دهنهم باللون الأبيض الذي يعطيه سطوع قوي لا يوجد في أي خط أخر في الشبكة.

في 2009، نقل الخط 43 مليون مسافر، ويقع في المرتبة الرابعة عشر والأخيرة حسب عدد نقل المسافرين في شبكة مترو باريس وهو أقلهم نقلا للركاب دون احتساب الخطين الفرعيين 3 بيس و7 بيس.

## التاريخ

### التسلسل الزمني
- 13 يوليو 1913: افتتاح الجزء الرابط بين محطة بوغرونال ومحطة أوبرا تحت اسم الخط 8.
- 30 سبتمبر 1913: التمديد غربا حتى محطة بورت دو أوتوي تحت اسم الخط 8.
- 30 ديسمبر 1923: افتتاح الخط 10 بين محطة أنفاليد ومحطة الصليب الأحمر (اليوم مغلقة).
- 10 مارس 1925: التمديد شرقا حتى مابيون.
- 14 فبراير 1926: التمديد شرقا حتى أوديون.
- 15 فبراير 1930: التمديد شرقا حتى ساحة إيطاليا.
- 7 مارس 1930: التمديد شرقا حتى بورت دو شواسي.
- 26 أبريل 1931: فصل الجزء الرابط بين محطة ساحة مونج ومحطة بورت دو شواسي وانضمامه للخط 7، وغلق الجزء الرابط بين محطة موبار - موتوياليتيه ومحطة ساحة مونج وتعويضه بالجزء الرابط بين محطة موبار - موتوياليتيه ومحطة جوسيو.
- 1937: فصل الجزء الرابط بين محطة بورت دو أوتوي ومحطة لا موت بيكيه - غرونال من الخط 8 إلى الخط 10. الجزء الرابط بين محطة دوروك ومحطة أنفاليد تم تحويلها للخط 14 القديم الذي إنضم لاحقا الخط 13.
- 12 يوليو 1939: التمديد شرقا حتى غار أوستارليتز، النهاية اليوم.
- 3 أكتوبر 1980: أول تمديد غربا حتى بولوني - جان جوراس، ثاني نهاية.
- 2 أكتوبر 1981: التمديد غربا حتى بولوني - جسر سان كلود، ثاني نهاية.
- 1988: إعادة فتح محطة كلوني - السوربون.

## التخطيط والمحطات

### قائمة المحطات
|   |   |   |   |   | المحطة                                 | البلدية               | الخطوط والشبكات المتصلة |
| - | - | - | - | - | -------------------------------------- | --------------------- | ----------------------- |
|   |   | o |   |   | بولوني - جسر سان كلود الراين و الدانوب | بولون-بيانكور         | (في الخارج)             |
|   |   | o |   |   | بولوني - جان جوراس                     | بولون-بيانكور         | (← غار أوستارليتز)      |
| ⇃ |   |   | • | ↾ | بورت دو أوتوي                          | الدائرة 16            |                         |
|   | o |   |   |   | ميشال أونج - موليتور                   | الدائرة 16            |                         |
|   |   |   | o |   | ميشال أونج - أوتوي                     | الدائرة 16            |                         |
|   | • |   |   |   | شاردون لاغاش                           | الدائرة 16            |                         |
|   |   |   | • |   | كنيسة أوتوي                            | الدائرة 16            |                         |
| ⇃ | • |   |   | ↾ | ميرابو                                 | الدائرة 16            |                         |
|   |   | o |   |   | جافال - أندريه سيتروين                 | الدائرة 15            | (← بولوني)              |
|   |   | • |   |   | شارل ميشال                             | الدائرة 15            |                         |
|   |   | • |   |   | شارع إيميل زولا                        | الدائرة 15            |                         |
|   |   | o |   |   | لا موت بيكيه - غرونال                  | الدائرة 15            |                         |
|   |   | • |   |   | سيغور                                  | الدائرة 7, 15         |                         |
|   |   | o |   |   | دوروك                                  | الدائرة 6, 7, 15      |                         |
|   |   | • |   |   | فانو                                   | الدائرة 6, 7          |                         |
|   |   | o |   |   | سافر - بابل                            | الدائرة 6, 7          |                         |
|   |   | • |   |   | مابيون                                 | الدائرة 6             |                         |
|   |   | o |   |   | أوديون                                 | الدائرة 6             |                         |
|   |   | o |   |   | كلوني - السوربون                       | الدائرة 5             |                         |
|   |   | • |   |   | موبار - موتوياليتيه                    | الدائرة 5             |                         |
|   |   | • |   |   | كاردينال لوموان                        | الدائرة 5             |                         |
|   |   | o |   |   | جوسيو                                  | الدائرة 5             |                         |
|   |   | o |   |   | غار أوستارليتز                         | الدائرة 5, الدائرة 13 | TER سانتر الخطوط الكبرى |

## == السياحة
الخط 10، وبمساره، يوجد في جنوب العاصمة باريس، ويربط عدد قليل من الأماكن ذات الحركية، وهو قليل الاستخدام من قبل الفرنسيين. ماعدا الجزء الشرقي الرابط بين محطة غار أوستارليتز ومحطة دوروك، فإن استخدامه قليل. من جهة أخرى يستخدمه الطلاب بكثرة، لأنه يوصل إلى عدة مواقع جامعية مهمة، مثل حرم جوسيو الجامعي والسوربون وكذلك معهد الدراسات السياسية بباريس. كذلك يمكن أن يصل لعدة أماكن مهمة وسياحية في العاصمة وضواحيها الملاصقة وهي:
- منتزه سان كلود والمتحف الإقليمي ألبير كان في بولونءبيانكور (بولوني - جسر سان كلود).
- حديقة أوتوي للدفيئات وملعب رولان جاروس وبارك دي برينس (بورت دو أوتوي).
- حي سان جيرمان ديه بريه (مابيون وأوديون).
- حمامات كلوني ومتحف كلوني والحي اللاتيني (كلوني - السوربون وموبار - موتوياليتيه وكاردينال لوموان).
- محطة باريس أوستارليتز وحديقة النباتات والمتهف الوطني للتاريخ الطبيعي (غار أوستارليتز).

## مقالات ذات صلة
- تطوير محطات مترو باريس
- قائمة محطات مترو باريس
- النقل العام في إيل دو فرانس
- باريس

## روابط خارجية
- الموقع الرسمي للهيئة الذاتية للنقل في باريس.